# 天主教乌贝拉巴总教区

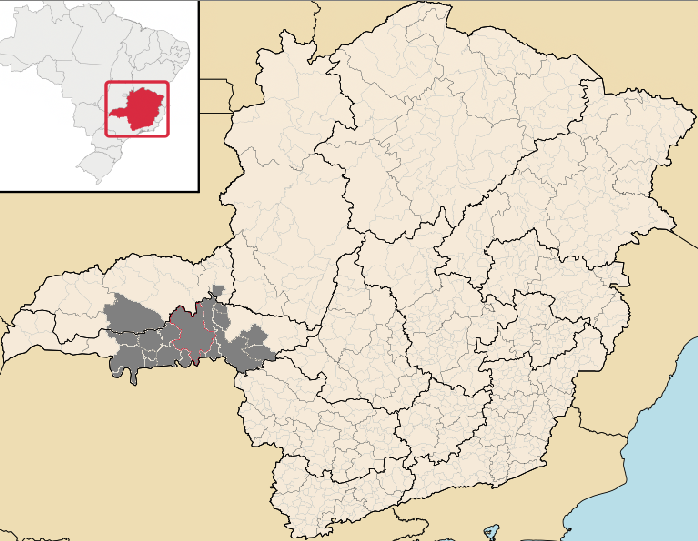
天主教乌贝拉巴总教区

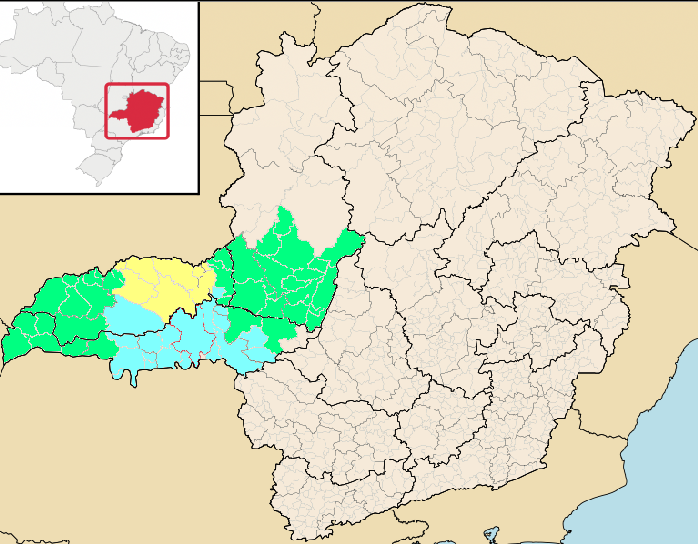
Ecclesiastical Province of Uberaba.

Regional CNBB Leste 2.

天主教烏貝拉巴總教區（拉丁語：Archidioecesis Uberabensis）是羅馬天主教在巴西的一個教省總教區，下轄三個教區。
總教區的前身成立於1907年9月29日，1962年4月14日升為總教區。
總教區包括米納斯吉拉斯州西部，2010年有教友539,000人，佔轄區總人口72.3%。教區下轄五十三個堂區，有七十八名司鐸。現任教區總主教為保祿·門德斯·佩肖托。